# فأر ناعم متبعثر
فأر ناعم متبعثر (الاسم العلمي: Liomys adspersus) هو نوع من الحيوانات يتبع جنس فأر ناعم من فصيلة الفئران المتغايرة.